# Allodiaptomus satanas
Allodiaptomus satanas is een eenoogkreeftjessoort uit de familie van de Diaptomidae. De wetenschappelijke naam van de soort is voor het eerst geldig gepubliceerd in 1952 door Brehm.